# Franz Brunold
Franz Brunold (ur. 1920, data śmierci nieznana) – zbrodniarz nazistowski, członek załogi niemieckiego obozu koncentracyjnego Dachau i SS-Rottenführer.
15 lipca 1944 roku został przeniesiony z Wehrmachtu do SS i skierowany do kompleksu obozowego Dachau. Przydzielono go do podobozu Kaufering I 23 lipca 1944 roku i pełnił tam służbę jako strażnik do 26 kwietnia 1945. Był tu wartownikiem przy bramie głównej i obozowym ogrodzeniu oraz na wieży strażniczej, a także konwojował drużyny robocze.
W procesie członków załogi Dachau (US vs. Albert Schaal i inni), który miał miejsce w dniach 13–14 marca 1947 roku przed amerykańskim Trybunałem Wojskowym w Dachau skazany został na 5 lat pozbawienia wolności za znęcanie się nad więźniami.